# Stanislav Kostka

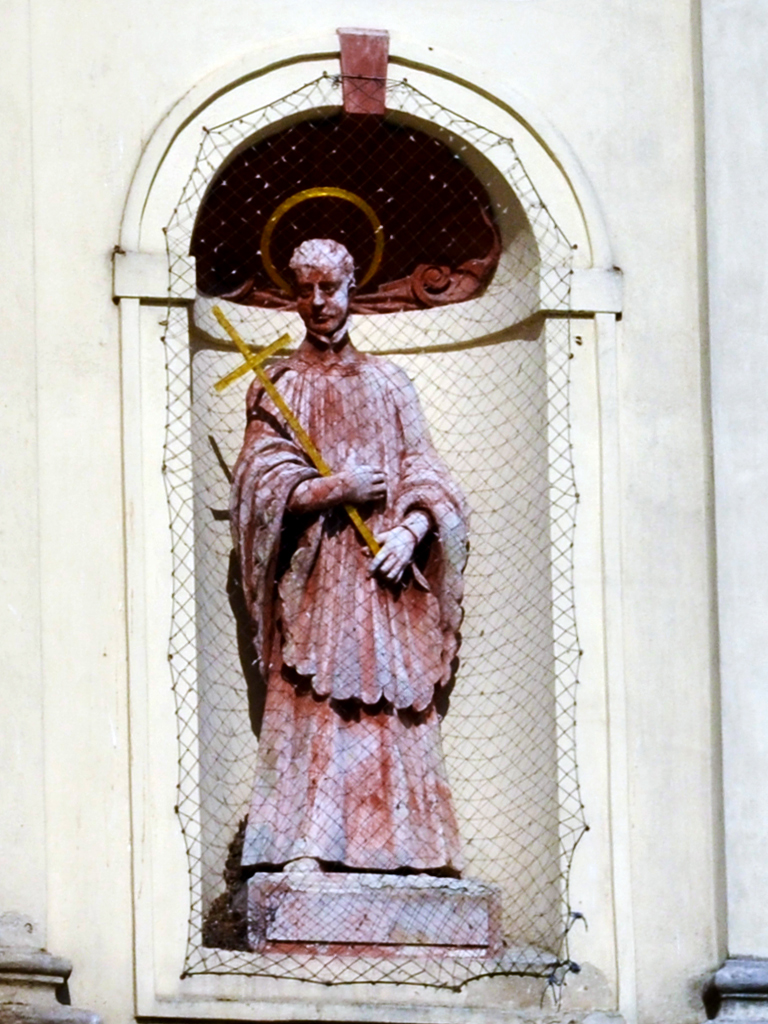
Antonio Laghi, Svatý Stanislav Kostka, Kostel sv. Ignáce, Jihlava

Svatý Stanislav Kostka (28. října 1550, Rostkowo, Polsko – 15. srpna 1568, Řím) je polský jezuitský světec.
Pocházel z nižší polské šlechty, roku 1565, ve věku 14 let, odešel se svým starším bratrem Pavlem na studia do Vídně. Tam se seznámil s jezuitským řádem, byl jím nadšen a zatoužil do něj vstoupit. V této době onemocněl a prožil mystické vize Panny Marie, která mu předala do náruče malého Ježíška a rovněž svaté Barbory, která mu podala svátost oltářní. Vize ho utvrdily v rozhodnutí stát se řeholníkem. Jeho rodina si to však nepřála a bránil mu v tom i starší bratr. Ani ne sedmnáctiletý Stanislav proto na podzim 1567 tajně odešel z Vídně do bavorského Dilligenu, kde se svěřil pod ochranu Petra Canisia. Putoval pěšky a po cestě se skrýval, což zřejmě oslabilo jeho už tak křehké zdraví. Canisius jej poslal do Říma, kde měl vstoupit do noviciátu. Stanislav se stal žákem Františka Borgii, který mu umožnil vstup do noviciátu, po deseti měsících ale Stanislav zemřel, pravděpodobně na malarický záchvat. Bylo mu 17 let.
V roce 1606 byl prohlášen za blahoslaveného a roku 1726 kanonizován. Je patronem Polska, studující mládeže a noviců jezuitského řádu. Bývá vzýván při těžkých nemocech, zlomeninách končetin, chorobách očí a horečce. Je též patronem umírajících.
Jeho jméno dostal jako křestní český anarchistický novinář a básník Stanislav Kostka Neumann, známý svým odporem k náboženství.

## Ukázka z veršovaného životopisu
Chvalme dnes Markétu, rozumnou matku
svatého panice Stanislava;
od ní se učil znát cenu všech statků,
požitkům zemským se neoddává;
matka mu vštěpuje učení svaté,
 dobře se ujímá semeno zlaté.

Doma i v kostele modlil se vřele,
cudností anjelů Božích se stkvěl;
slyšel-li slovíčko nectné a smělé,
omdléval, bázní se na těle chvěl.
Na hradě Kostkově kdekdo jej ctíval,
ve ctnostech za vzor jej výtečný míval.
*****
Rychle zrál v posvátném klášterním stánu
pro Krista, pro věčný na nebi ráj;
slovem i skutkem svým sloužil jen Pánu,
ctnostmi si vyzdobil života máj.
Panic už Kristu se pro nebe hodil,
pro Krista blaženou smrtí se zrodil.

Jinochu milený, bedlivě zírej
v panici Staňkovi stkvělý svůj vzor;
stkvosty všech ctností si pilně vždy sbírej,
aby tě nezničil záhubný mor.
Věrně žij zemské i nebeské vlasti,
minou tě časné i pověké strasti.
Beneš Metod Kulda, Svatý Stanislav Kostka, úvodní a závěrečné sloky básně